# FC WIT Georgia
FC WIT Georgia este un club de fotbal din Tbilisi, Georgia. Echipa susține meciurile de acasă pe Stadionul Shevardeni cu o capacitate de 4.000 de locuri.

## Istorie
- 1968: Fondat ca Morkinali Tbilisi.
- 1992: Redenumit FC Morkinali Tbilisi.
- 1998: Redenumit FC WIT Georgia Tbilisi.

## Premii
- Umaglesi Liga: 2004, 2008-09